# Vracovský potok (přítok Syrovinky)
Vracovský potok je pravostranný přítok Syrovinky v okrese Hodonín v Jihomoravském kraji. Délka toku činí 7,5 km. Plocha povodí měří 25,9 km².

## Průběh toku
Potok pramení západně od Vracova v nadmořské výšce okolo 200 m. Na horním toku napájí Vracovský rybník a protéká Vracovem. Východně od města přijímá zleva Hlinický potok. Odtud teče dále na východ k Bzenci, kde se vlévá do Syrovinky.

### Větší přítoky
- Hlinický potok je levostranný přítok pramenící severně od Vracova v nadmořské výšce okolo 260 m. Po celé své délce teče převážně jižním až jihovýchodním směrem. Na dolním toku protéká Vracovem. Do Vracovského potoka se vlévá východně od Vracova na 4,7 říčním kilometru v nadmořské výšce okolo 190 m. Délka toku činí 3,2 km.[3][pozn 1]